# Vernon (Eure)
Vernon település Franciaországban, Eure megyében. Lakosainak száma 24 841 fő (2022. január 1.). Vernon Blaru, Notre-Dame-de-la-Mer, Saint-Marcel, La Heunière, Pressagny-l’Orgueilleux és Vexin-sur-Epte községekkel határos.

## Népesség
A település népessége az elmúlt években az alábbi módon változott:
| Lakosok száma | 18 872 | 22 243 | 23 659 | 24 018 | 24 064 | 23 797 | 23 872 | 23 727 | 24 056 | 24 841 |
|               | 1968   | 1982   | 1990   | 2006   | 2013   | 2015   | 2017   | 2019   | 2020   | 2022   |